# Clubiona kimyongkii
Clubiona kimyongkii är en spindelart som beskrevs av Paik 1990. Clubiona kimyongkii ingår i släktet Clubiona och familjen säckspindlar. Inga underarter finns listade i Catalogue of Life.